# Pili Groyne
Pili Groyne (* 2003) ist eine belgische Schauspielerin.

## Leben
Im Jahr 2014 spielte sie in den Filmen Zwei Tage, eine Nacht von Jean-Pierre und Luc Dardenne, Alleluia – Ein mörderisches Paar von Fabrice Du Welz und 2015 in Das brandneue Testament von Jaco Van Dormael.
Groyne wohnt in Brüssel.

## Filmografie
- 2014: Zwei Tage, eine Nacht (Deux jours, une nuit)
- 2014: Alleluia – Ein mörderisches Paar (Alleluia)
- 2015: Das brandneue Testament (Le tout nouveau Testament)
- 2017: Im fremden Körper (Transferts) (Fernsehserie)
- 2018: Ein Dorf zieht blank (Normandie nue)
- 2019: Ibiza - Ein Urlaub mit Folgen!

## Auszeichnungen
- Sitges Festival Internacional de Cinema Fantàstic de Catalunya 2015: Beste Darstellerin in Das brandneue Testament

## Weitere Quellen
- Pili Groyne bei IMDb

| Personendaten    | Personendaten            |
| ---------------- | ------------------------ |
| NAME             | Groyne, Pili             |
| KURZBESCHREIBUNG | belgische Schauspielerin |
| GEBURTSDATUM     | 2003                     |